# 南园街道
南园街道是中国广东省深圳市福田区下辖的一个街道，位于福田区的东南部。总面积约3平方公里，下辖10个社区。2007年总人口15.29万人，其中户籍人口4.26万人。

## 行政区划
南园街道管辖：
滨江社区、沙埔头社区、南园社区、园西社区、南华社区、滨河社区、巴登社区、东园社区、滨江社区、锦龙社区、下步庙社区、赤尾社区和丽景社区。